# Зінченко Віталій Віталійович
Віта́лій Віта́лійович Зі́нченко (позивний — Ахім; 13 лютого 1995, с. Устивиці Миргородський район Полтавська область — 8 травня 2022, м. Маріуполь, Донецька область) — український військовослужбовець Національної гвардії України, учасник російсько-української війни. Майор, військовослужбовець ОЗСП «Азов» НГУ.

## Життєпис
Народився в с. Устивиці. Мав брата-близнюка Валентина. У 2012 році закінчив Устивицьку ЗОШ І—ІІІ ступенів, а наступного року відбув на військову службу за контрактом до внутрішніх військ, яку проходив у військовій частині в м. Полтаві. У 2015 році вступив до Національної академії Національної гвардії України (м. Харків), по закінченні якої направлений на Львівщину, до м. Золочева, як викладач Навчального центру Нацгвардії. У вересні 2020 року переведений до ОЗСП «Азов» до м. Маріуполя. У 2021 році, з нагоди чергової річниці визволення Маріуполя, нагороджений орденом «За безпеку народу», а в червні — присвоїли звання «старшого лейтенанта». З перших днів російського вторгнення в Україну став на захист м. Маріуполя. Уславився тим, що за один день знищив два танки ворога. 30 квітня 2022 року позачергово надано військове звання майор. У той час «Азовсталь» була найгарячішою точкою війни.

## Cмерть
Загинув у бою з російськими окупантами на території заводу «Азовсталь» внаслідок вибуху ворожого танкового снаряда. Помітивши ворожий танк, що виїхав на пряму позицію, він накрив собою побратима, а сам зазнав смертельних осколкових поранень. Нагороджений орденом «За мужність» III ступеня (посмертно). Залишилися батьки, бабуся та брат-близнюк Валентин. 13 червня батьки отримали офіційне підтвердження смерті.